# (6091) Mitsuru
(6091) Mitsuru es un asteroide perteneciente al cinturón de asteroides, región del sistema solar que se encuentra entre las órbitas de Marte y Júpiter, descubierto el 28 de febrero de 1990 por Kin Endate y el también astrónomo Kazuro Watanabe desde el Observatorio de Kitami, Hokkaidō, Japón.

## Designación y nombre
Designado provisionalmente como 1990 DA1. Fue nombrado Mitsuru en homenaje a Mitsuru Soma, del Observatorio Astronómico Nacional de Japón, un especialista en astrometría de meridianos que también analiza eclipses y ocultaciones que involucran varios objetos celestes.

## Características orbitales
Mitsuru está situado a una distancia media del Sol de 2,209 ua, pudiendo alejarse hasta 2,701 ua y acercarse hasta 1,716 ua. Su excentricidad es 0,222 y la inclinación orbital 8,386 grados. Emplea 1199,34 días en completar una órbita alrededor del Sol.

## Características físicas
La magnitud absoluta de Mitsuru es 13,4. Tiene 4,37 km de diámetro y su albedo se estima en 0,305. 